# Lisa Blumenberg
Lisa (Elisabeth) Blumenberg, geb. Hottong (* 1964 in Merzig) ist eine deutsche Film- und Fernsehproduzentin.

## Leben
Lisa Blumenberg wuchs im Saarland auf. Sie studierte Germanistik, Publizistik und Psychologie an der Johannes-Gutenberg Universität in Mainz mit einem Auslandsjahr als assistant teacher in den USA 1986 und promovierte 1993 mit einer Arbeit zur postmodernen Theater- und Dramenästhetik („Die Sprache ist ein Labyrinth von Wegen – Studien zur Dramen- und Theaterästhetik von Friederike Roth“). Parallel zum Studium hospitierte Blumenberg am Kölner Schauspielhaus und arbeitete als Regie- und Dramaturgieassistentin am Staatstheater Mainz sowie als Filmautorin im Bereich Kultur und Unterhaltung für den Südwestfunk (Landesstudio Mainz).
Ihre Karriere im Film startete 1995/96 als Dramaturgin im Bereich Fernsehspiel/Serie beim Saarländischen Rundfunk.
Im Oktober 1996 begann sie zunächst als Producer bei Studio Hamburg Produktion. Seit 2007 ist Blumenberg Mitglied der Geschäftsleitung der zur Studio Hamburg Production Group gehörenden LETTERBOX FILMPRODUKTION.
Blumenberg ist Mitglied von WIFT (Women in Film and Television), der Deutschen Akademie der Darstellenden Künste, der Deutschen Filmakademie und der International Emmy Academy.
Blumenberg ist verheiratet mit dem Regisseur und Drehbuchautor Hans-Christoph Blumenberg und lebt in Hamburg.

## Produktionen (Auswahl)
- Doppelter Einsatz (diverse Folgen, 2000–2005)
- Erste Liebe (2002)
- Die fremde Frau (2003)
- Mann gesucht – Liebe gefunden (2003)
- Sommer mit Hausfreund (2005)
- Die Frau am Ende der Straße (2007)
- Eine gute Mutter (2007)
- Die Rettungsflieger (diverse Folgen 2005–2007)
- Tatort Niedersachsen (diverse Folgen 2005–2007)
- Neue Vahr Süd (2010)
- Es war einer von uns (2010)
- Vater Mutter Mörder (2011)
- Blochin – Die Lebenden und die Toten (Serie) (2015)
- Im Tunnel (2016)
- Blochin – Das letzte Kapitel (2019)
- Bad Banks (Serie) (2018 / 2020)
- Ich bin dein Mensch (Kino) (2021)
- Ein Fall für Conti (TV) (diverse seit 2022)
- The Next Level (Serie) (2025)

## Auszeichnungen (Auswahl)
- 2006 VFF TV-Movie Award für „Die Frau am Ende der Straße“[1]
- 2011 Grimme Preis für „Neue Vahr Süd“[2]
- 2011 Deutscher Comedy Preis für „Neue Vahr Süd“[3]
- 2011 Prix Europa – Lobende Erwähnung für „Neue Vahr Süd“[4]
- 2018 Deutsche Akademie für Fernsehen Beste Produktion für „Bad Banks“[5]
- 2018 Spezialpreis des Hessischen Ministerpräsidenten für herausragende produzentische Einzelleistung für „Bad Banks“[6]
- 2019 Grimme Preis für „Bad Banks“[7]
- 2019 Deutscher Fernsehpreis „Beste Serie“ für „Bad Banks“[8]
- 2019 International-Emmy-Nominierung „Best Drama Series“[9]
- 2021 Deutscher Filmpreis 2021: Filmpreis in Gold/Bester Spielfilm für Ich bin dein Mensch[10]

## Veröffentlichung
- Lisa Hottong: Die Sprache ist ein Labyrinth von Wegen – Studien zur Dramen- und Theaterästhetik von Friederike Roth, Tübingen, Basel 1994